# Lambdina calidaria
Lambdina calidaria là một loài bướm đêm trong họ Geometridae.